# La Farce de la Mort qui faillit trépasser
 (mai 2011).
Si vous disposez d'ouvrages ou d'articles de référence ou si vous connaissez des sites web de qualité traitant du thème abordé ici, merci de compléter l'article en donnant les références utiles à sa vérifiabilité et en les liant à la section « Notes et références ».
La Farce de la Mort qui faillit trépasser est une farce pour marionnettes écrite par Michel de Ghelderode entre 1924 et 1925 et créée en 1925.
L'argument de la pièce rappelle en partie celle de La Balade du Grand Macabre, du même auteur, et inspira d'ailleurs cette œuvre[réf. nécessaire].